# Enrique Báez
Enrique Raúl Báez (Santa Lucía, 16 gennaio 1966) è un ex calciatore uruguaiano, di ruolo attaccante.
È padre di Jaime Báez.

## Carriera

### Club
Ha giocato nella massima serie del campionato uruguaiano con Montevideo Wanderers e Nacional Montevideo, esperienze queste inframezzate dalla militanza nell'Austria Vienna. Chiude la carriera nel Remedios de Escalada, in terza serie argentina.

### Nazionale
Dal 1986 al 1988 ha giocato 7 partite con la nazionale uruguaiana, vincendo la Copa América 1987.

## Palmarès
- Coppa America: 1

1987